# Вон Чаньтхин
Вон Чаньтхин (иер. трад. 黃鎮廷, ютпхин: wong4 jan3 ting4, кант.-рус.: Вон Чаньтхин, палл.: Хуан Чжэнтин, в русскоязычной прессе иногда именуется как Вон Чун Тинг; род. 7 сентября 1991) — спортсмен из Гонконга, игрок в настольный теннис, член национальной сборной Гонконга по настольному теннису, неоднократный призер чемпионатов и кубков мира и Азии по настольному теннису.

## Биография
Вон Чаньтхин начал заниматься настольным теннисом в 9 лет, достаточно поздно по меркам современного настольного тенниса, и до 18 лет не рассматривал его, как свою будущую профессиональную карьеру. Вон Чаньтхин использует азиатскую хватку ракетки «пером», и в начале своих занятий теннисом использовал только одну сторону ракетки, как это было принято ранее у «перовиков». Через два года, по предложению сотрудника магазина оборудования для настольного тенниса, Вон Чаньтхин установил накладку на вторую сторону ракетки, и со временем стал одним из лучших мастеров «пера», его стали сравнивать с такими легендарными «перовиками», как Ван Хао и Сюй Синь.
В 16 лет Вон Чаньтхин был приглашен в юниорскую сборную Гонконга, в 18 лет его пригласили в основную сборную. В сборной его наставником стал игрок основного состава Тан Пэн.
Первый крупный успех на международном уровне пришел к Вон Чаньтхин в 2012 году, когда он на этапе «ITTF World Tour» в Бремене выиграл золото в парном разряде. В 2015 году Вон Чаньтхин одержал свою пока единственную победу в одиночном разряде на этапе «ITTF World Tour» в Оломоуце.

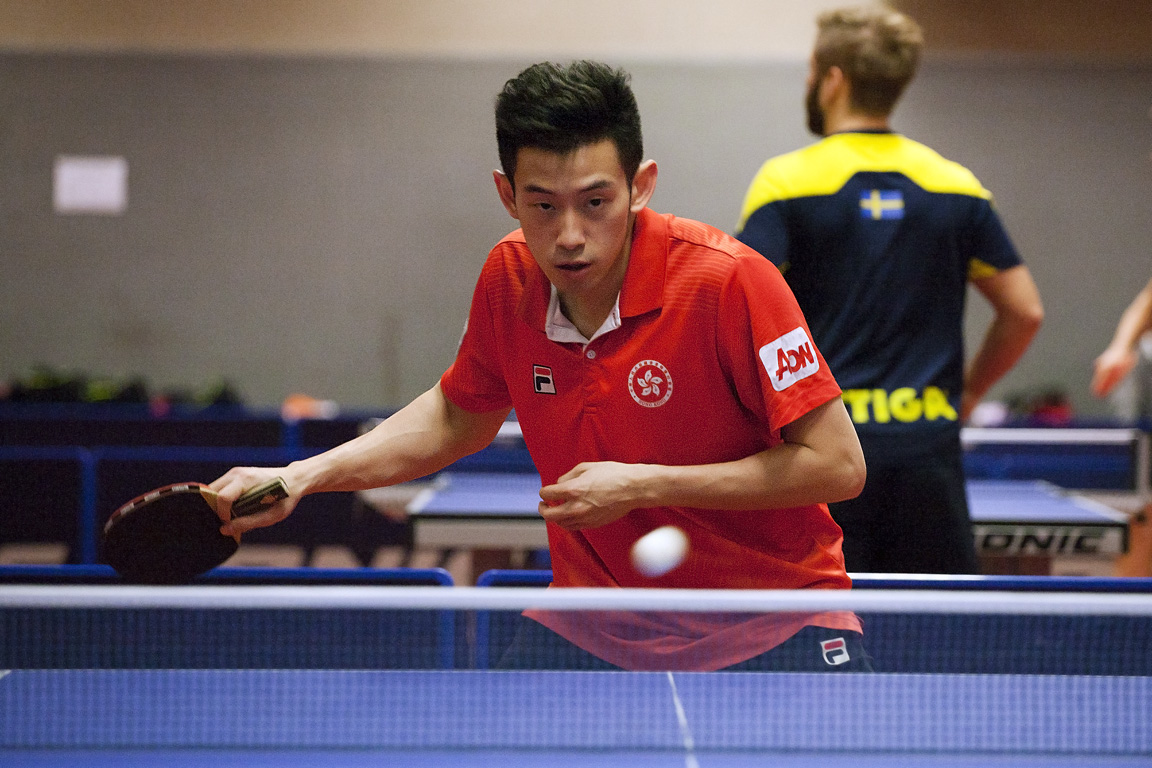
Вон Чаньтхин в тренировочном зале, Магдебург 2017

В 2014 году Вон Чаньтхин завоевал бронзу в парном разряде на «ITTF World Tour Grand Finals» в Бангкоке.
В 2016 году Вон Чаньтхин выиграл бронзовую медаль в одиночном разряде Кубке мира в Саарбрюккен, и впервые вошел в список десяти лучших игроков по мировому рейтингу ITTF.
В 2016 году Вон Чаньтхин в составе команды Гонконга участвовал в Летних Олимпийских играх в Рио-де-Жанейро.
В 2017 году Вон Чаньтхин завоевал серебро в парном разряде на «ITTF World Tour Grand Finals» в Астане.
На чемпионатах мира Вон Чаньтхин дважды выигрывал бронзовые медали в смешанном разряде, в 2015 и 2017 годах.

## Стиль игры
Вон Чаньтхин правша, играет в атакующем стиле хваткой «пером», используя при этом обе стороны ракетки.